# Ytterhamnen
Ytterhamnen är en stadsdel och företagsområde i Sölvesborg. Inom området finns bland annat Sölvesborgs hamn och stuveri, Falkviks företagsområde och Folkets hus, Sölvesborg.